# Museo Arqueológico Nacional de Metaponto

El Museo Arqueológico Nacional de Metaponto reemplaza al pequeño Antiquarium construido cerca del Heraion fuera de los muros del Tavole Palatine, que hasta la década de 1980 fue el lugar donde se podían admirar los artefactos recuperados durante las excavaciones. El actual conjunto edilicio ubicado sobre un cerro artificial en la moderna villa de Metaponto fue inaugurado en enero de 1991 y está destinado a contener y exhibir los hallazgos de las exploraciones realizadas en la antigua ciudad y en los centros de cultura indígena del interior.  En el gran espacio que rodea el museo, se reconstruye un núcleo de enterramientos arcaicos ubicados a lo largo de la arteria vial que partía de la ciudad antigua en dirección al Heraion extraurbano del "Tavole Palatine". A lo largo de los años se han montado diversas exposiciones que han supuesto una formidable oportunidad de valorización para el territorio.  En particular recordamos:- "Los colonos griegos e italianos: las formas de integración" (2 de abril de 2006 - 30 de septiembre de 2006).- “La mirada de Eros.  Las formas del cortejo y la seducción.  Recientes descubrimientos del Metapontino” (26 de marzo de 2008 - 4 de mayo de 2008). 

## Itinerario del museo
El recorrido visitable del Museo de Metaponto se caracteriza por una gran exposición permanente y exposiciones temporales repartidas en una superficie de 800 metros cuadrados.
Las secciones principales ilustran las formas iniciales de la población a partir de la Edad del Bronce Medio, la definición de una nueva etnia de los Enotri-Choni que pueblan las alturas cercanas a la línea de costa, la llegada de los griegos de las regiones del Peloponeso en el siglo VII. siglo aC, la formación de la colonia de Metaponto entre los ríos Bradano y Basento con la ocupación del territorio y el desarrollo de la ciudad, las transformaciones de los centros itálicos del interior y las ruinosas consecuencias de la conquista romana.
Para la fase más antigua, los artefactos de empaste de la cultura indígena local se comparan con los refinados vasos ítalo-micénicos torneados y decorados. A esto le sigue el crecimiento de las comunidades indígenas durante la Edad del Hierro y el surgimiento de grupos familiares que cuentan con enormes recursos económicos y los exhiben en ricos objetos funerarios como los de San Teodoro y la Incoronata. La reanudación de los contactos con los griegos está documentada en la colina Incoronata (Pisticci), donde se han encontrado vasos corintios importados que datan de la segunda mitad del siglo VIII. Sin embargo, la mayor transformación se produjo durante el siglo siguiente cuando el sitio acogió a trabajadores y comerciantes de origen oriental. Ánforas de transporte, finas vajillas de cerámica y pequeños recipientes decorados prevalecen gradualmente sobre las formas vasculares locales y dan testimonio de la actividad en el área de artesanos especializados de numerosos centros de Grecia. Con los vasos también llegan las imágenes y entre los pueblos indígenas también arraigan las tradiciones épicas y mitológicas griegas. En este sentido, el cráter con la representación de Belerofonte sobre el Pegaso y la monumental pila sobre la que se suceden episodios míticos (Perseo y la Medusa), la Ilíada y la Odisea (combate por la recuperación del cuerpo de un héroe, Ulises que recibe la poción mágica de la hechicera Circe, una pareja en un carro tirado por caballos alados, quizás la boda de Peleo y Teti, los padres de Aquiles).
La fase clásico-helenística de la colonia marca la transición a formas más individuales de religiosidad dirigidas principalmente a la salvación del alma. De hecho, se afirman escenas de banquete o de significado esotérico declarado (presencia de Orfeo, Dionisio, Deméter, nacimiento de Elena del huevo). Los itálicos, en cambio, muestran interés por los nuevos cultos, pero mantienen inalterado el gusto general por la exuberancia y por el cuidado del ornamento personal. Tras la conquista romana la ciudad pierde autonomía política y económica. Una vitrina está dedicada a las técnicas para la producción de cerámica. Metaponto por la calidad de su arcilla y por la profesionalidad de sus artesanos siempre ha producido y exportado jarrones de uso diario y de considerable valor artístico a los principales centros del sur de Italia, destinados a los ricos kits de las élites itálicas. Los principales exponentes de las escuelas proto-lucana y lucana trabajaron sin duda en Metaponto, como el pintor de Pisticci, Amycos y Dolone.
Los importantes restos del antiguo Metaponto son visibles en el Parque Arqueológico del casco urbano.
- Datos: Q3867700
- Multimedia: Museo archeologico nazionale (Metaponto) / Q3867700